# HD 106906
HD 106906 — двойная звёздная система в созвездии Южного Креста. Находится на расстоянии около 337 световых лет от Солнца
Обладая видимой звёздной величиной 7,80m она не видна невооружённым глазом.
По сходству собственного движения звезду относят к Нижней подгруппе Центавра — Южного Креста в OB-ассоциации Скорпиона — Центавра, ближайшей ассоциации движущихся совместно массивных звёзд.
Это двойная спектрально-двойная система с двумя линиями, состоящая из двух звёзд главной последовательности F-типа с аналогичными массами и соответствующей звёздной классификации F5 V. Их орбитальный период менее 100 суток.
Звезда HD 106906 относится к спектральному классу F5, будучи в полтора раза массивнее Солнца. Является звездой главной последовательности. Имеет протопланетный диск, удалённый на расстояние 120 а. е. Возраст системы составляет 13 млн лет.

## Планетная система
У данной звездной системы есть общая планетная система. Она включает газовый гигант HD 106906 b и, кроме этого, с помощью прибора SPHERE, установленного на Очень большом телескопе Европейской Южной Обсерватории, в этой системе удалось обнаружить аккреционный газопылевой диск, вытянутый в одном месте в сторону HD 106906 b. Избыток инфракрасного излучения вокруг двойной системы исходит от этого диска, который просматривается с ребра. Он имеет ярко выраженную асимметричную форму, простирающуюся на 120 а. е. по малой полуоси и до 550 а. е. по большой.
| Компаньон (по порядку от звезды) | Масса     | Большая полуось (а. е.) | Орбитальный период (лет) | Эксцентриситет | Наклонение  | Радиус |
| -------------------------------- | --------- | ----------------------- | ------------------------ | -------------- | ----------- | ------ |
| газопылевой диск                 | —         | 65 ± 3 — ~550           | —                        |                | 84.65±0.35° | —      |
| b                                | 11 ± 2 MJ | ~2600                   | >3000                    | —              | 64°         | ~11 RJ |

## Экзопланета HD 106906 b
Экзопланета HD 106906 b — газовый гигант, открытый у звезды HD 106906 4 декабря 2013 года. Он вращается вокруг центра масс сразу обоих звёзд на расстоянии примерно 730 а. е. Наиболее широко принятая теория формирования звёздных систем, небулярная гипотеза, не может объяснить такую удалённость планеты от своего светила.
Планета была обнаружена благодаря адаптивной системе оптики двух 6,5-метровых Магеллановых телескопов (обсерватория Лас-Кампанас в Чили), способной исправлять воздействия атмосферных искажений, влияющих на проходимость световых волн.
Дальнейшее изучение гигантской экзопланеты показало, что планета ещё сохранила тепло, оставшееся от процесса её формирования.
Астрономы подсчитали, что возраст планеты HD 106906 b примерно в 350 раз меньше возраста нашей Земли и составляет всего 13 миллионов лет. Поверхность планеты очень горячая, температура составляет 1500 градусов Цельсия (1800 K), и поэтому планета высвобождает большую часть своей энергии в инфракрасном диапазоне.
Команда первооткрывателей и астрономы по всему миру озадачены экстремальной орбитой планеты, так как считается, что протопланетный диск не может иметь размеров, способных обеспечить формирование газового гиганта на таком расстоянии от своей звезды. Идут спекуляции по поводу того, что планета могла сформироваться независимо от своей звезды и быть её партнёром в так называемой двойной системе (системе из двух звёзд, вращающихся вокруг общего центра масс), которому, однако, не хватило материала для начала термоядерного синтеза.
Это предположение не находит подтверждения в современной истории наблюдений подобных систем, так как в данном случае соотношение масс звезды и её партнёра равно приблизительно 140:1 — наблюдавшиеся двойные звёзды обычно не выходят за рамки соотношения 10:1. Однако это объяснение на данный момент является предпочтительным теории планетарной миграции, по которой планета изначально была сформирована ближе к звезде, но потом отброшена на своё текущее положение вследствие гравитационного взаимодействия с другой планетой.
Проблема этой теории в том, что предполагаемая планета должна быть массивнее HD 106906 b, а значит уже была бы обнаружена при условии своего существования на расстоянии от 35 а. е. от своей звезды, а сам процесс подобного взаимодействия наложил бы заметный отпечаток на околозвёздное облако пыли и газа, чего не наблюдается.
Также команда первооткрывателей учитывает возможность того, что планета не привязана гравитационно к данной звезде, но только кажется с нашей точки зрения таковой и движется в том же направлении случайно. Вероятность такого совпадения меньше 0,01.